# Towarzystwo Gimnastyczne Sokół w Lidzbarku
Towarzystwo Gimnastyczne Sokół w Lidzbarku – gniazdo w Lidzbarku, które powstało w 1921 roku należące do dzielnicy pomorskiej Związku Towarzystw Gimnastycznych "Sokół" w Polsce.

## Historia
Sokół lidzbarski powstał w marcu 1921 roku. W chwili powstania liczył 97 członków i miał swoją filię we wsi Jeleń (powiat działdowski), którą kierował Aleksander Kamiński. „Sokół” lidzbarski wchodził w skład VI okręgu Dzielnicy Pomorskiej. Jego siedzibą była najpierw Lubawa, później Brodnica i ponownie Lubawa. W marcu 1922 roku, ze względów organizacyjnych siedzibę Okręgu przeniesiono do Lidzbarka. W wyniku nowych wyborów do Okręgu prezesem został Stanisław Wolski, zaś naczelnikiem Jan Cieszyński, obaj z Lubawy. W 1935 roku w skład Okręgu wchodziło 19 gniazd „sokolich”, z miejscowości Brodnica, Działdowo, Iłowo, Jabłonowo Pomorskie, Lidzbark, Lubawa i Nowe Miasto Lubawskie. W 1936 roku w Lidzbarku utworzono Okręgowy Wydział „Sokolic”. Jego przewodniczącą została Maria Wolska. Na czele pierwszego gniazda „Sokolego” w Lidzbarku stał Stanisław Jankiewicz. Do grona najbardziej aktywnych członków należeli m.in. Filip Balewski, Kazimierz Depczyński, Franciszek Petelka, Walenty Michalski, Ryszard Babalski, Feliks Łazarewicz, Roman Chamski.
30 lipca 1922 roku odbyły się uroczystości związane z poświęceniem sztandaru „sokolego”, na którym umieszczono napis „Bóg i Ojczyzna”. Poświęcenia dokonał wikary, ksiądz Jan Chmielewski. Do „Sokoła” lidzbarskiego należeli głównie kupcy i rzemieślnicy. Po prezesie Jankiewiczu na czele gniazda „Sokolego” stali kolejno Leon Lniski i Alojzy Kamiński. Każdego roku w różnych miejscowościach gniazd „Sokolich” odbywały się zloty okręgowe, podczas których przeprowadzano zawody sportowe. Pierwszy zlot w Lidzbarku odbył się 14 marca 1925 roku. Udział w nim wziął generał Franciszek Zarzycki, późniejszy minister Handlu i Przemysłu. Drugi zlot miał miejsce w sierpniu 1934 roku, na który przybyło 121 umundurowanych „Sokolników”. Podczas zlotów „Sokolnicy” startowali w kilku dyscyplinach sportowych takich jak gimnastyka, biegi przełajowe i sztafetowe, tenis oraz wyścigi rowerowe.
„Sokolnicy” z Lidzbarka pierwsze sukcesy odnieśli w czasie zlotu w Lubawie, we wrześniu 1923 roku. Wtedy to Stanisław Nadolski zwyciężył w trójboju, a Walery Głowacki był drugi w pięcioboju.